# Al-Mustaqbal
Al-Mustaqbal, Przyszłość – palestyńska lista wyborcza założona w grudniu 2005 roku.
Lista została założona przez środowisko Marwana Barghoutiego jednego z  przywódców Organizacji Wyzwolenia Palestyny. Ugrupowanie składało się w dużej mierze z tzw. Młodej Gwardii Fatahu sprzeciwiającej się korupcji w partii.